# 溫迪灣
溫迪灣（英語：Windy Cove），是南極洲的海灣，位於南喬治亞群島，處於南極角東南面1.1公里，由英國探險隊繪入地圖，該海灣由英國海外領土管轄。